# Ло Чельсо, Джовани
Джова́ни Ло Че́льсо (исп. Giovani Lo Celso; род. 9 апреля 1996[…], Росарио, Санта-Фе) — аргентинский и итальянский футболист, полузащитник клуба «Реал Бетис» и сборной Аргентины.
Участник Олимпийских игр 2016 года в Рио-де-Жанейро и чемпионата мира 2018 года.

## Клубная карьера

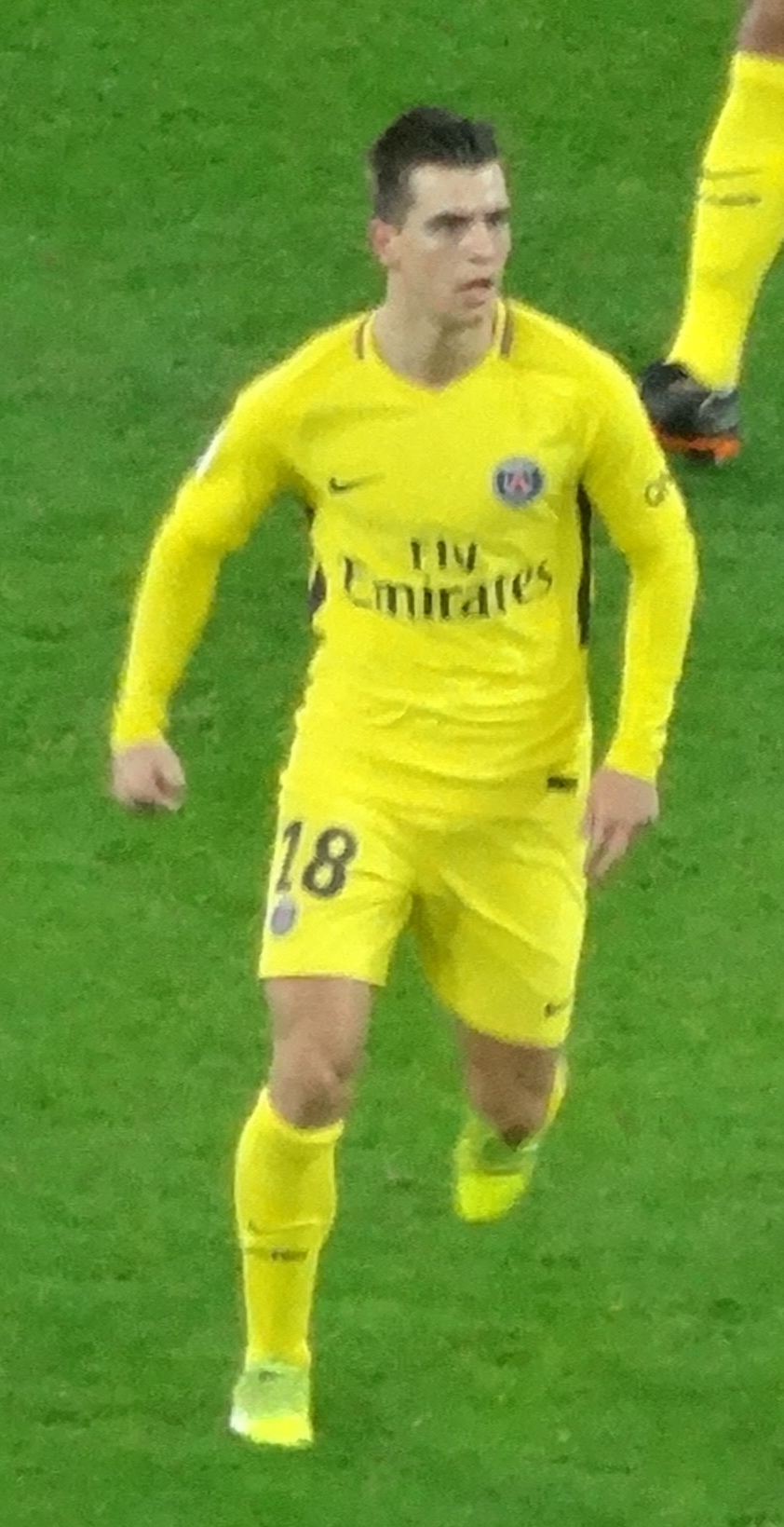
Ло Чельсо в составе «Пари Сен-Жермен»

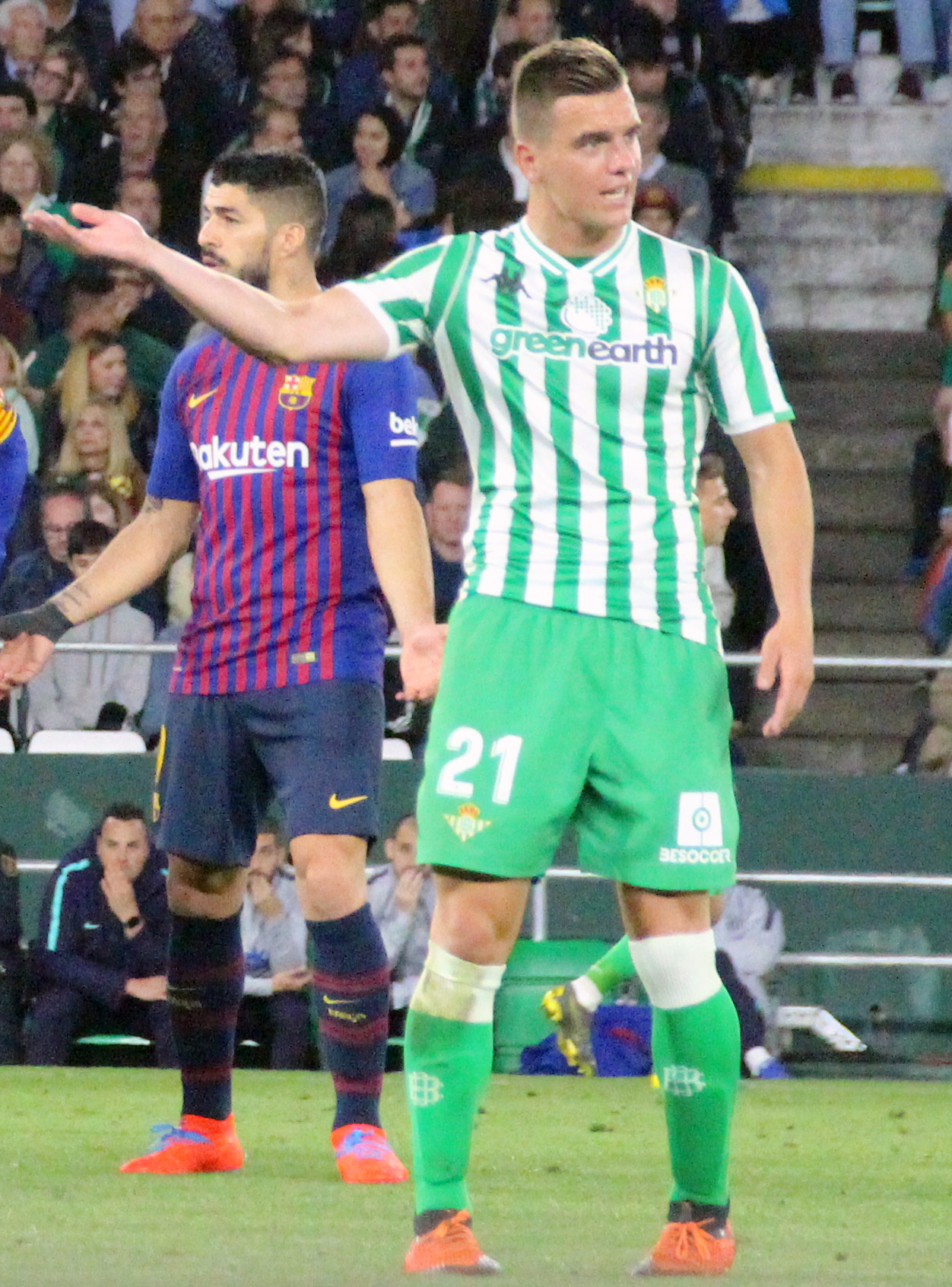
Ло Чельсо в составе «Бетиса»

Ло Чельсо — воспитанник клуба «Росарио Сентраль» из своего родного города. В 2014 году он был включён в заявку основной команды. 19 июля 2015 года в матче против «Велес Сарсфилд» Джовани дебютировал в аргентинской Примере, заменив во втором тайме Виктора Саласара. В своём дебютном сезоне он помог «Росарио» выйти в финал Кубка Аргентины. 25 февраля 2016 года в поединке против уругвайского «Насьоналя» Ло Чельсо дебютировал в Кубке Либертадорес. Спустя три дня в матче против «Колона» он забил свой первый гол за «Росарио Сентраль». В апреле появилась информация, что французский «Пари Сен-Жермен» близок к покупке футболиста. Ранее интерес к Джовани проявляли также испанский «Атлетико Мадрид», итальянский «Ювентус» и английские «Манчестер Сити», «Манчестер Юнайтед», «Челси».
27 июля 2016 года Ло Чельсо подписал пятилетний контракт с «Пари Сен-Жермен». Сумма трансфера составила 8,5 млн фунтов. По условиям соглашения ещё полгода Джованни проведёт в «Росарио Сентраль» на правах аренды. В начале 2017 года Ло Чельсо вернулся в ПСЖ. 22 апреля в матче против «Монпелье» он дебютировал в Лиге 1, заменив во втором тайме Марко Верратти. 3 февраля 2018 года в поединке против «Лилля» Джованни забил свой первый гол за ПСЖ. В 2018 году Ло Чельсо стал чемпионом Франции.
Летом 2018 года Джованни на правах аренды перешёл в испанский «Бетис». 15 сентября в матче против «Валенсии» он дебютировал в Ла Лиге. 4 октября в поединке «Лиги Европы» против «люксембургского» «Ф91 Дюделанж» Ло Чельсо забил свой первый гол за «Бетис».
8 августа 2019 года Ло Чельсо перешёл в английский «Тоттенхэм Хотспур» на правах аренды с опцией выкупа по окончании сезона 2019/20. 17 августа в матче против «Манчестер Сити» он дебютировал в английской Премьер-лиге.
Трансфер Ло Чельсо стал перманентным 28 января 2020 с договорённостью до лета 2025 года.
В сезоне 2020-21 Джованни забил свои первые голы в сезоне в матче против «Маккаби Хайфа» в плэй-офф матче квалификации Лиги Европы, который «Тоттенхэм» выиграл 7-2. 21 ноября 2020 года Ло Чельсо забил свой первый гол в Премьер-Лиге, всего спустя 35 секунд после того, как он вышел на поле в победном матче против «Манчестер Сити».
31 января 2022 года на правах аренды до конца сезона перешёл в «Вильярреал».

## Международная карьера
Летом 2016 года Ло Чельсо в составе олимпийской сборной Аргентины принял участие в Олимпийских играх в в Рио-де-Жанейро. На турнире он сыграл в матчах против команд Португалии, Алжира и Гондураса.
11 ноября 2017 года в товарищеском матче против сборной России Ло Чельсо дебютировал за сборную Аргентины.
В 2018 году Ло Чельсо принял участие в чемпионате мира в России. На турнире он был запасным и на поле не вышел. 7 сентября в поединке против сборной Гватемалы Джованни забил свой первый гол за национальную команду.
Летом 2019 года Ло Чельсо принял участие в Кубке Америки 2019 в Бразилии. На турнире он сыграл против сборных Колумбии, Парагвая, Катара, Венесуэлы, Бразилии и Чили. В поединке против венесуэльцев Джованни отметился забитым мячом.
Летом 2021 года стал победителем Кубка Америки в составе сборной Аргентины, отметившись одним голом и одним голевым пасом.

### Голы за сборную Аргентины
| # | Дата            | Место                                                 | Противник | Счёт | Результат | Соревнование       |
| - | --------------- | ----------------------------------------------------- | --------- | ---- | --------- | ------------------ |
| 1 | 8 сентября 2018 | Мемориальный колизей Лос-Анджелеса, Лос-Анджелес, США | Гватемала | 2:0  | 3:0       | Товарищеский матч  |
| 2 | 28 июня 2019    | Маракана, Рио-де-Жанейро, Бразилия                    | Венесуэла | 2:0  | 2:0       | Кубок Америки 2019 |

## Достижения
«Пари Сен-Жермен»
- Чемпионат Франции по футболу: 2017/18
- Обладатель Кубка Франции: 2017/18
- Обладатель Кубка лиги: 2017/18
- Обладатель Суперкубка Франции: 2018

Сборная Аргентины
- Обладатель Кубка Америки: 2021, 2024
- Победитель Финалиссимы: 2022